# MeRA25
MeRA25 (griechisch ΜέΡΑ25, vollständig Μέτωπο Ευρωπαϊκής Ρεαλιστικής Ανυπακοής Métopo Evropaïkís Realistikís Anypakoís „Bündnis für realistischen europäischen Ungehorsam“) ist eine griechische Partei der paneuropäischen Bewegung Democracy in Europe Movement 2025 (DiEM25). Das griechische Wort μέρα (méra) bedeutet „Tag“ und stellt damit den Bezug zum Akronym DIEM her, das – als lateinisches Wort aufgefasst – den Akkusativ diem zu dies bildet und ebenso „Tag“ bedeutet.

## Geschichte
Der griechische Wahlflügel wurde am 27. März 2018 gegründet.
Im Dezember 2018 trat die Europaabgeordnete Sofia Sakorafa, zuvor Mitglied der Syriza, der Partei bei. Bei der Europawahl 2019 scheiterte MeRA25 mit 2,99 % denkbar knapp an der Dreiprozenthürde. Bei der Parlamentswahl knapp sechs Wochen später war Yanis Varoufakis Spitzenkandidat. Mit 3,44 % der Stimmen zog MeRA25 mit neun Abgeordneten ins Parlament ein.
Bei den griechischen Parlamentswahlen vom 21. Mai 2023 verpasste die Partei mit 2,6 % den Einzug ins Parlament.

## Wahlergebnisse
| Jahr | Wahl                     | Stimmenanteil | Sitze |
| ---- | ------------------------ | ------------- | ----- |
| 2019 | Europawahl 2019          | 2,99 %        | 0/21  |
| 2019 | Parlamentswahl 2019      | 3,44 %        | 9/300 |
| 2023 | Parlamentswahl Mai 2023  | 2,63 %        | 0/300 |
| 2023 | Parlamentswahl Juni 2023 | 2,50 %        | 0/300 |
| 2024 | Europawahl 2024          | 2,54 %        | 0/21  |